# Cerithiopsis pedroana
Cerithiopsis pedroana är en snäckart som beskrevs av Bartsch 1907. Cerithiopsis pedroana ingår i släktet Cerithiopsis och familjen Cerithiopsidae. Inga underarter finns listade i Catalogue of Life.